# Fiódor Fiódorovitx Uixakov

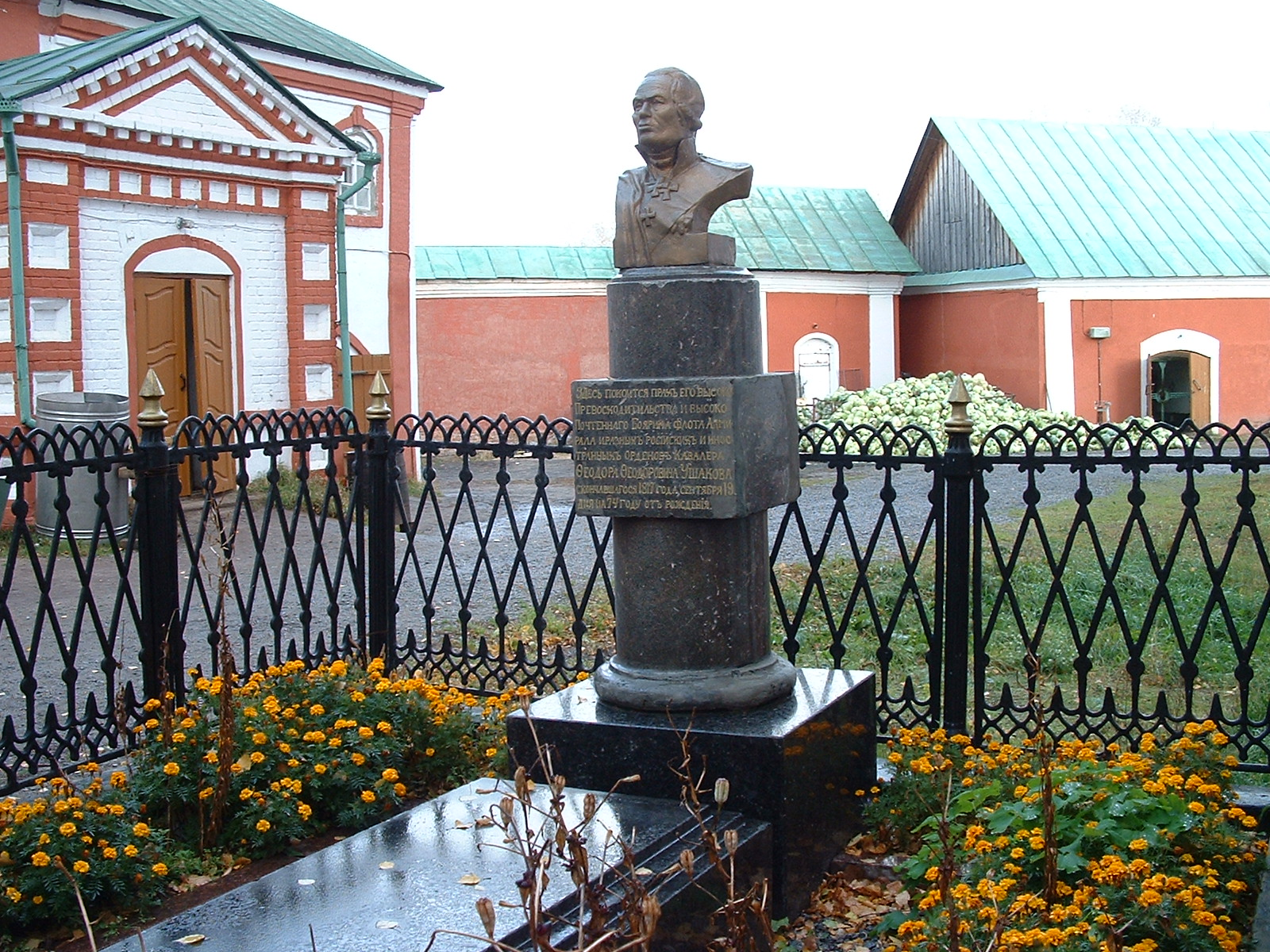
Tomba d'Uixakov en l'abadia de Sanaksar.

Fiódor Fiódorovitx Uixakov, (rus: Фёдор Фёдорович Ушако́в) (24 de febrer de 1745, Buranovo - 14 octubre del 1817, gubèrnia de Tambov) fou el més connotat comandant naval i almirall rus del segle xviii.

## Primers anys de vida
Va néixer a la vila de Buranovo a l'óblast de Iaroslavl en el si d'una família modesta de la noblesa menor. El 15 de febrer de 1761, Uixakov es va enrolar a l'Armada russa a Sant Petersburg.

## Vida militar
Després de ser cadet, Uixakov va servir en una galera de la Flota del Bàltic. En 1768 va ser transferit a la Flotilla del Don (Armada del Mar d'Azov a Taganrog i va lluitar en la guerra entre Rússia i Turquia entre 1768 i 1774. Uixakov comandar el iot personal de Catalina II, i després va defensar els navilis mercants russos al Mediterrani dels atacs de pirates britànics.
Després que Crimea fos annexada per l'Imperi Rus, Uixakov va supervisar personalment la construcció d'una base naval a Sebastòpol, així com la construcció de dics a Kherson. Durant la Guerra russoturca (1787-1792) Uixakov va derrotar els turcs en les batalles de Fidonisi, l'Estret de Kertx, del Cap de Tendrà i Cap de Kaliakra. En aquestes batalles, Uixakov va demostrar l'eficàcia de les seves noves tàctiques navals fortament influenciades per Aleksandr Suvórov.
En 1799 Uixakov va ser promogut a almirall i va ser enviat al Mediterrani, per donar suport a la campanya italiana de Suvórov. Durant la seva expedició, per si sol va conquistar la República Septinsular grega. A més, va obligar els francesos a retirar-se de l'illa grega de Corfú i de totes les Illes Jòniques. Les seves tropes van bloquejar a més les bases franceses a Itàlia, notablement Gènova i Ancona, i van assaltar reeixidament Roma i Nàpols.
L'emperador Pau I de Rússia, en la seva qualitat de Gran Mestre de l'Orde de Malta, va ordenar a Uixakov d'acudir al setge de Malta, que es trobava assetjada per les forces angleses sense cap progrés. L'almirall Nelson que comandava les forces angleses no va suportar la idea d'estar a les ordres d'Uixakov i va suggerir que l'esquadró rus es dirigís a Egipte.
Prevenint un conflicte entre Uixakov i Nelson, el primer va ser cridat a Rússia en 1800, on el nou emperador, Alexandre I de Rússia no va apreciar del tot les seves victòries. Uixakov va renunciar al seu comandament a 1807 i es va retirar a l'abadia de Sanaksar, en l'actual Mordòvia. En 1812, se li va sol·licitar comandar a la milícia local a la Invasió napoleònica de Rússia, però va declinar fer-ho.
El 3 de març de 1944, el Presídium del Soviet Suprem de l'URSS va crear l'Orde d'Uixakov, que entre moltes altres condecoracions, va ser preservada per Rússia després de la dissolució de l'URSS, i es convertí així en una de les més altes condecoracions militars de la Federació Russa. A més de l'Orde d'Uixakov, es va crear la Medalla d'Uixakov i diversos navilis porten el seu nom. L'Institut Naval Bàltic a Kaliningrad també porta el seu nom. Un planeta menor 3010 Uixakov, descobert el 1978 per l'astrònoma soviètica Liudmila Ivànovna Txernikh va ser nomenat en el seu honor.

## Tàctiques
Les característiques distintives de les tàctiques d'Uixakov van ser l'ús de la marxa unificada i la lluita contra les ordres, l'acostament ferm amb les forces enemigues en una distància curta sense evolució d'un ordre de combat, una concentració dels esforços bàsics contra els vaixells insígnia de l'enemic, l'assignació de la reserva («esquadrons-Kàiser bandera»), una combinació de foc d'artilleria i maniobres, perseguir a l'enemic fins a la seva destrucció total o captura. En donar un gran valor a la mar i la capacitació del personal d'incendis, Uixakov va ser el defensor dels principis del generalíssim Suvórov de formació de mariners i oficials. Les innovacions d'Uixakov foren la del primer desenvolupament exitós de les tàctiques navals de la seva "línia" del concepte de maniobra.

## Canonització
L'Església Ortodoxa Russa el va nomenar com a sant patró de l'armada russa el 2000. Les seves relíquies són preservades a Sanaksar. També va ser declarat sant patró dels bombarders nuclears russos l'any 2005, pel patriarca Aleix II.

## Condecoracions
- Orde de Sant Vladimir quart grau (1785) -. Per una reeixida lluita contra l'epidèmia de pesta, l'organització i la continuació dels treballs en la construcció dels vaixells]
- Orde de Sant Jordi quart grau (1788)
- Orde de Sant Jordi de 2n grau (1790)
- Orde de Sant Vladimir tercer grau (1788)
- Orde de Sant Vladimir segon grau (1790)
- Orde de Sant Alexandre Nevski (1791)
- Orde de Sant Alexandre Nevski amb diamants (1798)
- Orde de Sant Genar de les Dues Sicílies
- Comandant de la Creu de Sant Joan de Jerusalem (1798)
- Premi otomà Txelenk
- Pistola d'or de la República grega de les Set Illes